# Craig Weldon
Craig Steven Weldon (5 de julio de 1960) es un deportista canadiense que compitió en judo. Ganó una medalla de plata en el Campeonato Panamericano de Judo de 1986 en la categoría de –65 kg.
Participó en los Juegos Olímpicos de Seúl 1988, donde finalizó trigésimo cuarto en la categoría de –65 kg.

## Palmarés internacional
| Campeonato Panamericano | Campeonato Panamericano | Campeonato Panamericano | Campeonato Panamericano |
| Año                     | Lugar                   | Medalla                 | Categoría               |
| ----------------------- | ----------------------- | ----------------------- | ----------------------- |
| 1986                    | Salinas (Puerto Rico)   | Medalla de plata        | –65 kg                  |